# Multitronic
De multitronic is een versnellingsbak van het type Continu Variabele Transmissie (CVT) die in 2000 door Audi op de markt gebracht is. De multitronic is samen door LuK en Audi ontworpen als alternatief op de bestaande Tiptronic automaat met als doel een hoger comfort en een gunstiger brandstofverbruik.

## Techniek

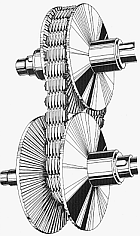
Het principe van een duwband-CVT

De multitronic lijkt sterk op het type duwband-CVT maar maakt gebruik van een uniek overbrengingsmedium. In plaats van een rubberen band of een metalen duwband, zoals we van andere CVT uitvoeringen kennen, gebruikt de multitronic een speciaal ontwikkelde ketting. Dit werd gedaan omdat de minimale omtrek van de duwband beperkt is. De ketting kan over een aanzienlijk kleinere relatieve diameter lopen dan een duwband, zodat de verhouding tussen minimale en maximale overbrengingsverhouding beduidend groter is dan bij de duwband-CVT. Om dit mogelijk te maken is de ketting opgebouwd uit 1025 lamellen en 75 uit twee delen bestaande aspennen. De multitronic wordt aangedreven via een natte koppeling en de overbrengingsverhouding wordt elektronisch/hydraulisch geregeld.

## Werking
De ketting zit bevestigd tussen twee poelies die samengedrukt kunnen worden. Hierdoor varieert steeds de overbrenging via de ketting van de poelies. Als de auto gaat rijden wordt de kracht van de motor naar de ene poelie gestuurd waarna de ketting de kracht overbrengt naar de tweede poelie. Als de auto gaat optrekken wordt de poelie samengeknepen waardoor de ketting verder van de as komt te liggen en de tweede poelie sneller gaat draaien wat resulteert in optrekken van de auto. De elektronische regeling berekent de ideale instelling aan de hand van vele factoren zoals de snelheid, motortoerental, vermogen, en wordt ook beïnvloed door input van de bestuurder zoals de stand van het gaspedaal, de sportstand en het gebruik van de kickdown. Bij een constante snelheid zal er voor een toerental gekozen worden waarbij het verbruik zo laag mogelijk is. Bij stevig optrekken wordt gekozen voor het toerental waarbij het maximale koppel van de motor beschikbaar is, en als de bestuurder een kick-down geeft (gaspedaal in één keer tot de bodem intrappen) zal het toerental van de motor naar het gebied met maximaal vermogen oplopen, zodat de auto sneller zal accelereren. Doordat er niet daadwerkelijk geschakeld wordt blijft het toerental en de belasting van de motor veel stabieler vergeleken met handschakeling en conventionele automaten, wat resulteert in een lager brandstofverbruik.
Naast de volautomatische regeling is er in de multitronic een mogelijkheid om voorgeprogrammeerde versnellingen te kiezen. Bij elke trap worden de poelies iets verder samengeknepen zodat het effect van schakelen wordt geïmiteerd.

## Markt
De multitronic werd in 2000 in de Audi A6 geïntroduceerd. De sterkste motor die met multitronic beschikbaar was had een maximaal koppel van 280 Nm. Later volgden ook de Audi A4 en Audi A8 met multitronic. De multitronic is tot op heden uitsluitend verkrijgbaar op modellen met voorwielaandrijving en langsgeplaatste motoren. Een Audi met quattro vierwielaandrijving of een dwarsgeplaatste motor zoals in de Audi A3 en Audi TT kan niet geleverd worden met een multitronic automaat. Tegenwoordig is de multitronic zo aangepast dat hij een maximaal koppel aan kan van 400 Nm zodat ook zwaardere diesels met de automaat geleverd kunnen worden.